# Zsigmond Emese
Zsigmond Emese (Szentkeresztbánya, 1955. június 1. –)  erdélyi magyartanár, szerkesztő, Patrubány Miklós  felesége.

## Életpályája
Középiskoláit a marosvásárhelyi Unirea Líceumban végezte 1974-ben, majd a Babeș–Bolyai Tudományegyetemen szerzett egyetemi diplomát magyar–francia szakon, 1978-ban. 1989-ig magyart tanított a kolozsvári 5. sz. Általános Iskolában, utána a Napsugár című gyermeklap szerkesztője, 1992-től annak melléklapjával, a Szivárvánnyal együtt főszerkesztője. Meghatározó szerepe van abban, hogy az általa vezetett lap az 1990-es évektől, döntő módon megváltozott körülmények között is, megőrizte vonzását az egymást váltó gyermeknemzedékek felé, s hogy melléje új munkatársi gárdát is tudott toborozni.
Már középiskolás és egyetemista korában gyakornokoskodott a marosvásárhelyi és a kolozsvári rádióstúdiókban; egyetemi évei idején szerkesztője, 1975–1978 között főszerkesztője volt a kolozsvári Visszhang Diákrádiónak.
1970-ben közölte első cikkeit az Ifjúmunkásban, a továbbiakban a Művelődésben, a Korunkban és a Tanügyi Újságban, valamint napilapokban is. A Napsugár mérlegét Mit kell és mit kellene kérnie? Esztézis és didakszis a Napsugárban című tanulmányában (Korunk 2002/10) vonta meg. Fontosabb írásai még: Nyelvünk az erőnk (in: Maturandusok. Kolozsvár, 2006); Életigenlő világkép és erkölcsi rend a magyar nyelvben és népi műveltségben (in: A Magyarok VII. Világkongresszusának kötetei. VII. Budapest, 2008).
Szerkesztésében jelent meg a Napsugár több különkiadványa: Mese, mese, mátka (Kolozsvár, 2005); Nagyjaink. Magyar írói arcképek (portréalbum, Kolozsvár, 2005); Szólj, szám! A Napsugár anyanyelvi feladatai (Kolozsvár, 2007); Szivárványozz! (kifestők, játékok kicsiknek, Kolozsvár,  2008). Több kötetet szerkesztett a székelyudvarhelyi Ablak, a kolozsvári Stúdium és Tinivár, a nagyváradi Literátor kiadó számára.
2020 őszén vonult nyugdíjba.